# 17257 Strazzulla
17257 Strazzulla è un asteroide della fascia principale. Scoperto nel 2000, presenta un'orbita caratterizzata da un semiasse maggiore pari a 2,6846221 au e da un'eccentricità di 0,1219493, inclinata di 12,19310° rispetto all'eclittica.
L'asteroide è dedicato all'astronomo italiano Giovanni Strazzulla.